# Herboristeria Manantial de Salud
L'Herboristeria Manantial de Salud, antigament Guarro, és un establiment situat al carrer d'en Xuclà, 23 al barri del Raval de Barcelona, catalogat com a d'interès (categoria E2) i també inclòs a l'Inventari del Patrimoni Cultural Català.

## Història
Va ser obert el 1923 per Josep Guarro, encarregat major de l'herboristeria del Rei. El 1984, va passar a mans de Manantial de Salud, que ja tenia altres botigues obertes a la ciutat des del 1953.

## Descripció
Està situat a l'esquerra del portal d'accés. A l'exterior hi ha una sola obertura de factura moderna que consisteix en una estructura de fusta que inclou la porta de dos fulls de vidre i dos aparadors que la flanquegen. El rètol també és modern. La pintura de l'exterior ha seguit els colors i tons dels mobles de l'interior.
A dins, la botiga ha conservat alguns dels mobles antics ddisposats en un espai allargat i ampli. Hi ha un llarg taulell format per diferents parts amb la base de fusta amb quarterons al frontal decorats amb flors i el sobre de marbre. El moble de darrere el taulell, i que ocupa una bona part dels murs perimetrals, és també original. Té alguns calaixos, però la major part està formada per senzills prestatges sense decoracions excepte l'acabament a la part superior en una cornisa contínua. En alguns llocs al moble s'hi han afegit portes de vidre. Conserva una taula de fusta policromada que representa un jove amb sangoneres, segurament del segle xviii.